# COVID-19-Pandemie in Bulgarien
Die COVID-19-Pandemie in Bulgarien ist ein regionales Teilgeschehen der weltweiten COVID-19-Pandemie, die im vierten Quartal 2019 in China begann und sich in wenigen Monaten weltweit ausbreitete.
Bulgarien gilt als das ärmste Land der EU (vgl. Liste der Länder nach Bruttoinlandsprodukt pro Kopf); es ist relativ klein (110.994 km²), hat etwa 7 Millionen Einwohner und ist mit 64 Einwohnern/km² relativ dünn besiedelt. Sieben Städte haben mehr als 100.000 Einwohner (vgl. Liste der Städte in Bulgarien #Städte nach Einwohnerzahl); die Hauptstadt Sofia hat über 1,2 Millionen Einwohner.

## Verlauf und Maßnahmen
Am 8. März 2020 wurde der erste COVID-19-Fall in Bulgarien bestätigt. Bis zum 31. März 2020 gab es 413 bestätigte Fälle in 22 von 28 bulgarischen Provinzen mit 8 registrierten Todesfällen und 17 geheilten Personen. Bis zum 26. März 2020 wurden insgesamt 6454 Tests bei COVID-19-Verdachtsfällen durchgeführt.
Am 13. März wurde in Bulgarien der Ausnahmezustand verhängt. Schulen, Kindergärten, Universitäten, Kulturinstitutionen, Theater und Kinos wurden geschlossen. Der Wintersportort Bansko stand zeitweilig unter Quarantäne.
Am 6. April ordnete der bulgarische Gesundheitsminister Kiril Ananiew an, dass aus den Staaten Italien, Spanien, Frankreich, Großbritannien, Deutschland, Österreich und der Schweiz keine Ausländer (egal welcher Staatsangehörigkeit) mehr nach Bulgarien einreisen duften.
Am 10. April 2020 wurde der Ausnahmezustand bis zum 13. Mai verlängert.
Am 7. Mai 2020 durften die Außenbereiche von Restaurants und Cafés wieder öffnen.
Die Quarantänepflicht entfiel am 1. Juni 2020 für Bürger der meisten Mitgliedsstaaten der EU sowie für Serbien, Nordmazedonien und alle Nicht-EU-Schengenmitglieder. Einreisende aus Schweden, Irland, Belgien, Portugal, Spanien, Malta und Italien unterliegen weiterhin der Quarantänepflicht.
Bulgarien lockerte trotz stark steigender Fallzahlen zum 15. Juni 2020 die Corona-Regeln. Diese Regeln wurden bereits am 23. Juni wieder eingeführt. Wegen des starken Anstiegs von Infektionen wurden zahlreiche Urlaubsflüge nach Bulgarien storniert.
Am 8. Juli 2020 sprach das Außenministerium Österreichs eine Reisewarnung für Bulgarien aus.
Am 10. Juli wurden einige Maßnahmen wiedereingeführt, darunter die Nichtzulassung von Zuschauern an sportlichen Veranstaltungen und die Stilllegung der geschlossenen Räume von Diskotheken, Nachtlokalen und Pianobars.
Am 7. August sprach das deutsche Außenministerium eine Reisewarnung für bestimmte Gebiete Bulgariens aus, u. a. für die Touristenhochburg Goldstrand.
Ab dem 22. Oktober galt auch im Freien wieder die Pflicht, eine Maske zu tragen, wenn ein Abstand von mindestens 1,5 m nicht gehalten werden kann und wenn es eine Menschenansammlung gibt.
Am 1. November 2020 erklärten deutsche Behörden Bulgarien landesweit zum Risikogebiet.
Am 4. November überstieg die Zahl der erstmals die 4000er-Marke (4041 Neuinfektionen).
Am 25. November wurde die Schließung von Nachtclubs, Gastronomie, Einkaufszentren und Fitnessstudios bekanntgegeben. Gleichzeitig schlossen Universitäten, Schulen, Kindergärten, Kinos, Museen und Galerien.

## Statistik
Die Fallzahlen entwickelten sich während der COVID-19-Pandemie in Bulgarien wie folgt:

Anzahl der bestätigten Infektionen (blau) und Todesfälle (rot) nach Angaben des ECDC. Logarithmische Darstellung der y-Achse.

### Infektionen

Bestätigte Infizierte in Bulgarien nach Daten der WHO. Oben kumuliert, unten Tageswerte

### Todesfälle

Bestätigte Todesfälle in Bulgarien nach Daten der WHO. Oben kumuliert, unten Tageswerte